# K.I.D.S.
Pour les articles homonymes, voir Kids.
Albums de Mac Miller
The High Life
(2009) Best Day Ever
(2011)
K.I.D.S. (Kickin' Incredibly Dope Shit), est la quatrième mixtape du rappeur Mac Miller, sorti le 13 août 2010 sous le label Rostrum Records.

## Historique
Miller utilise un sample The Word Is Yours (Remix) de Nas pour son morceaux Nikes on My Feet.

## Titres
| No  | Titre                                | Producteur(s)          | Durée |
| --- | ------------------------------------ | ---------------------- | ----- |
| 1.  | Kickin' Incredibly Dope Shit (Intro) | DT Spacely             | 3:45  |
| 2.  | Outside                              | Sayez                  | 3:37  |
| 3.  | Get Em Up                            | 93 'P.                 | 3:18  |
| 4.  | Nikes on My Feet                     | Black Diamond          | 2:44  |
| 5.  | Senior Skip Day                      | Wally West             | 2:56  |
| 6.  | The Spins                            | B [dot] Jay            | 3:16  |
| 7.  | Traffic in the Sky                   | Tecknowledgy           | 2:33  |
| 8.  | Don't Mind If I Do                   | The Watcherz           | 2:18  |
| 9.  | Paper Route (featuring Chevy Woods)  | Sayez                  | 3:00  |
| 10. | Good Evening                         | B [dot] Jay            | 3:55  |
| 11. | Ride Around                          |                        | 2:24  |
| 12. | Knock Knock                          | ID Labs                | 3:18  |
| 13. | Mad Flava, Heavy Flow (Interlude)    | DJ Bonics              | 0:27  |
| 14. | Kool Aid & Frozen Pizza              | Lord Finesse           | 2:38  |
| 15. | All I Want Is You                    | Willis Beats           | 3:43  |
| 16. | Poppy                                | Black Diamond          | 2:53  |
| 17. | Face in the Crowd                    | Andrey Lloyd #thumbsup | 3:29  |
| 18. | La La La La                          | Up-North Productions   | 2:27  |